# Bún chả

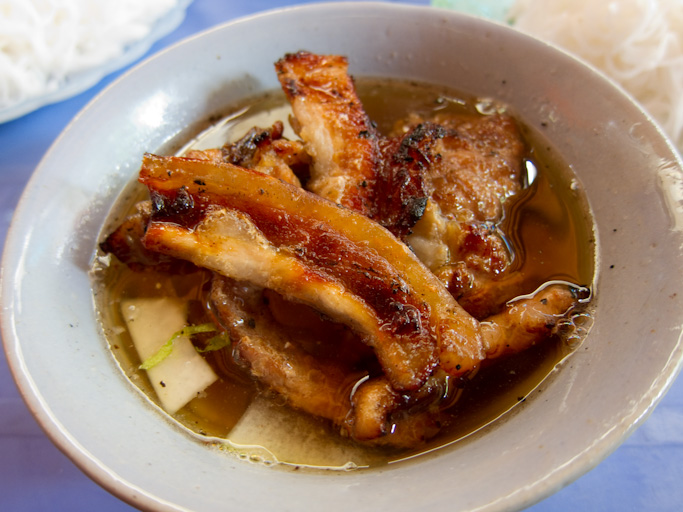
Bún chả

Bún chả je pokrm z vietnamské kuchyně, jehož základem je grilovaný vepřový bůček (vietnamsky: chả) a rýžové nudle (vietnamsky: bún), původně pocházející z Hanoje.

## Ingredience
Základem bún chả je grilovaný vepřový bůček a rýžové nudle (typu vermicelli). Dále se může podávat také s omáčkou nước chấm, nakládanou zeleninou nebo s čerstvými bylinkami.

## Historie
První zmínka o bún chả pochází z roku 1959 z Hanoje. První restaurace podávající bún chả se nacházela ve staré části Hanoje, v distriktu Hoàn Kiếm. Z Hanoje se pokrm rozšířil do celého Vietnamu.